# Conde de Richmond

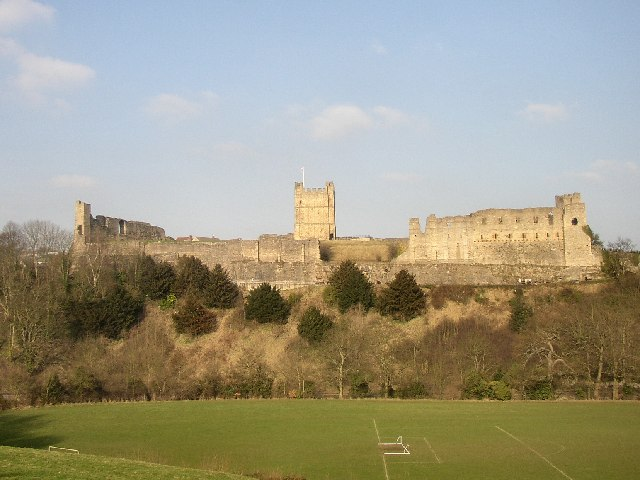
O Castelo de Richmond foi construído pela primeira vez por Alan Rufus

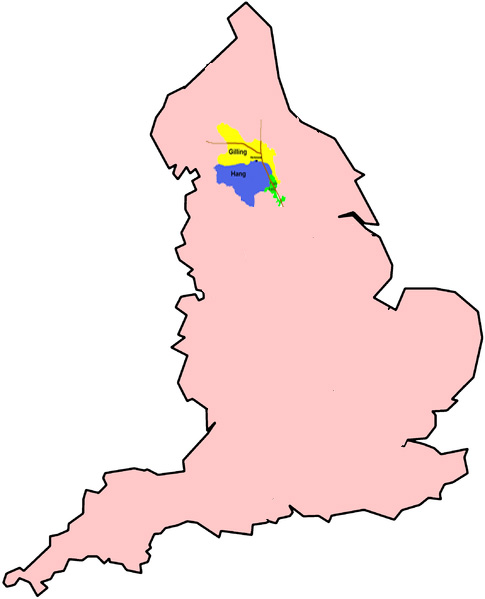
A Honra de Richmond em North Yorkshire, Inglaterra

O título, agora extinto, de Conde de Richmond foi criado muitas vezes no Pariato da Inglaterra. O condado de Richmond foi inicialmente ocupado por vários nobres bretões; às vezes, o titular era o próprio duque bretão, incluindo um membro do ramo cadete da dinastia francesa dos Capetos. Os laços históricos entre o Ducado da Bretanha e este condado inglês foram mantidos cerimonialmente pelos duques bretões, mesmo depois que a Inglaterra deixou de reconhecer os duques bretões como condes da Inglaterra e esses duques prestaram homenagem ao Rei da França, em vez da coroa inglesa. Naquela época, era ocupado por membros das famílias reais inglesas Plantageneta e Tudor, ou por nobres ingleses intimamente associados à coroa inglesa. Foi finalmente incorporado à coroa inglesa durante o reinado de Henrique VII da Inglaterra e foi recriado como um ducado.

## História
O título Conde de Richmond está associado ao extinto condado, aos antigos lordes de Richmond que detinham a Honra de Richmond, um dos feudos mais importantes da Inglaterra,  e, eventualmente, aos duques de Richmond. O título de conde é anterior ao título franco-bretão-normando de conde ( comte ), mas os dois se tornaram intercambiáveis na época de Guilherme, o Conquistador.
Desde sua primeira criação, os lordes e condes de Richmond foram os principais membros da classe dominante da Inglaterra pós-Conquista, conforme definido por Keats-Rohan como "[aqueles que detinham feudos (o direito de cobrar taxas)] mantidos em algum relacionamento na cadeia feudal do rei da Inglaterra, fosse o detentor normando, bretão, manceau, poitevino, flamengo ou anglo-saxão."  "  Na Conquista da Inglaterra de Guilherme I, de fato, "a origem regional dos [conquistadores] ... não era exclusivamente normando, ... e o tamanho do contingente bretão... é geralmente considerado o mais significativo. "  Até o final do século XII, todos os condes de Richmond eram nobres bretões.
O Condado de Richmond foi frequentemente associado ao acúmulo de grande riqueza na Inglaterra.
O conde era frequentemente conhecido nas cortes dos reis da França e dos duques da Bretanha como conde de Richemont  ou outras variações de grafia, enquanto nas cortes da Inglaterra e da Bretanha, o francês era frequentemente usado.

### Os lordes de Richmond
A Honra de Richmond precedeu o Condado de Richmond. A Honra conferia, entre outras coisas, direitos econômicos ao titular. A Honra de Richmond tinha a reputação de estar entre as mais ricas da Inglaterra. Parece ter existido na Inglaterra desde 1071, logo após o Harrying of the North, uma campanha militar que se seguiu à Batalha de Hastings (1066). Isto foi antes do título de Conde de Richmond ser mantido de acordo com qualquer princípio legal estrito.  Foi inicialmente concedido aos nobres bretões da família ducal da Bretanha pelo rei da Inglaterra.  Representava, entre outras coisas, a estreita associação entre a Inglaterra e a Bretanha.
Os primeiros detentores da honra de Richmond eram às vezes conhecidos como lordes de Richmond em vez de condes. A Honra de Richmond e o título de Conde de Richmond foram detidos principalmente por nobres bretões e, frequentemente, pelo duque da Bretanha, exceto por dois períodos de 1241 a 1268 e de 1286 a 1372. Em 1435, o título foi concedido à Casa de Plantageneta, antes que o Ducado da Bretanha fosse anexado permanentemente à coroa da França. O título foi definitivamente devolvido à coroa durante o reinado dos reis Tudor. Foi concedido pela primeira vez a Alan Rufus em 1071 por Guilherme, o Conquistador.  A honra, que era concedida pelo serviço de 60 cavaleiros, era um dos feudos mais importantes da Inglaterra normanda.   

### Condes de Richmond
O primeiro conde de Richmond foi o guerreiro bretão Alan Rufus (c. 1040–1093).  Ele era parente do duque da Normandia e do duque da Bretanha . Ele era neto do duque Godofredo I da Bretanha e Hawise da Normandia e o segundo filho de Odo, conde de Penthièvre . Ele provavelmente participou da invasão da Inglaterra por Guilherme, o Conquistador, após a qual obteve concessões de terras em várias partes da Inglaterra, incluindo feudos anteriormente mantidos pelo conde Edwin em Yorkshire.  Alan Rufus seria o primeiro de quatro irmãos a constituir a família bretã Richmond-Penthievre na Inglaterra. Ele construiu o Castelo de Richmond em Richmond . Como ele era primo em segundo grau de Guilherme, o Conquistador, Keats-Rohan o descreveria como um membro da nobreza inglesa, ou seja, o detentor de um feudo que também é membro de um grupo de parentesco,  embora fosse um membro dos contingentes bretões dentro do exército conquistador de Guilherme. Os bretões dentro do exército de William eram compostos de três grupos, e em certa época um desses contingentes, liderado por Ralph de Gael, se revoltou; como Lorde de Richmond, as terras de Alan seriam expandidas por algumas daquelas confiscadas por Ralph. Isto é tomado pelos historiadores como um símbolo da lealdade que Alan Rufus demonstrou a William,  e a partir deste momento Richmond permaneceria nas mãos dos nobres mais leais dos reis ingleses e também representaria um meio para o rei alocar riqueza ao seu "grupo de parentesco" mais próximo no sentido definido por Keats-Rohan. Alano Rufus emergiu como o mais rico e importante dos nobres bretões em torno de Guilherme I, foi um dos principais apoiadores de Guilherme II nos eventos que precederam, durante e depois da Rebelião de 1088 e pode ter participado da invasão da Normandia em 1091.
Alan Rufus morreu em 4 de agosto de 1093 devido a uma causa desconhecida. Sua sucessão rapidamente caiu sobre seu irmão mais novo, outro Alano, apelidado de "Níger" ( O Negro ), que parece ter morrido por volta de 1098. Stephen, seu irmão mais novo, herdou Richmond. Stephen morreu entre 1135 e 1138, e foi sucedido na Bretanha por seu filho mais velho, Geoffrey Boterel II, um apoiador da Imperatriz Matilda, e na Inglaterra por um filho mais novo, Alan, também apelidado de O Negro,  que era um aliado do Rei Stephen durante a Anarquia.
Os irmãos Penthièvre, que detinham a designação territorial como Lordes de Richmond, são frequentemente considerados de fato 'condes de Richmond', embora não o fossem no sentido estritamente legal posterior. Durante o reinado do Rei Henrique I, poucos condados foram criados. O reinado do Rei Stephen foi marcado pela criação de vários novos condados.

Brasão de armas de João da Bretanha, Conde de Richmond (Jean de Bretagne)

Brasão de Edmund Tudor, Conde de Richmond

O filho de Stephen de Tréguier, Alan (c. 1116–1146), foi o primeiro desses lordes a ser denominado "Conde de Richmond" em um sentido estritamente legal. O Rei Stephen também nomeou Alan 1º Conde da Cornualha, embora este título tenha sido perdido em 1141, após a Batalha de Lincoln. Alan da Bretanha é registrado cavalgando ao lado do Rei Stephen na Batalha de Lincoln . Alan Rufus, Stephen de Tréguier e Alan eram membros da "família Richmond-Penthievre... [e esta família]... manteve sua rivalidade com seus primos ducais [na Bretanha] no século seguinte".  
Alan casou-se com Bertha, filha e herdeira do duque Conan III da Bretanha. Alan morreu em 1146, época em que sua viúva retornou à Bretanha. Seu filho, o duque Conan IV da Bretanha (c. 1138–1171) casou-se com Margarida de Huntingdon, irmã do rei Malcolm IV da Escócia. Conan afirmou seu direito à Bretanha e, com ela, a Richmond; ele transferiu o título de Conde de Richmond durante sua vida para sua filha Constance (c. 1161–1201). 
Constança se casou três vezes, e cada um de seus maridos assumiu o título de conde de Richmond jure uxeris, em conjunto com o de duque da Bretanha (também jure uxeris ). Eles eram: Geoffrey Plantageneta (1158–1186), filho de Henrique II da Inglaterra ; Ranulph de Blondeville, Conde de Chester (c. 1172–1232) ;  e Guy de Thouars (falecido em 1213), que sobreviveu à esposa por doze anos. O único filho do primeiro casamento, Arthur (1187–1203), foi nomeado Conde de Richmond durante a vida de sua mãe. Após seu provável assassinato nas mãos de seu tio, o rei João ( John Lackland [inglês] ou Jean sans Terres [francês] ), a posse do condado foi contestada.  A herdeira legal de Arthur, sua irmã mais velha, Eleanor, às vezes é considerada como tendo-o sucedido como Condessa de Richmond em 1208, mas devido às suas reivindicações à Inglaterra, Bretanha, Anjou e Aquitânia, o Rei João a manteve presa desde 1202 e não lhe deu terras do condado.
Para complicar as coisas, Constança da Bretanha teve duas filhas de seu terceiro casamento, a mais velha das quais, Alix, foi proclamada Duquesa da Bretanha pelos lordes bretões e dada em casamento a Pedro Mauclerc pelo Rei Filipe II da França, em 1213. Alix usou o título de Condessa de Richmond de 1203 até sua morte em 1221.  Como resultado de seu casamento com Alix, Pierre foi intitulado Duque da Bretanha e Conde de Richmond, mas o último título só foi oficialmente proclamado em 1218, durante o reinado de Henrique III, enquanto Eleanor foi aparentemente privada de seu último título. Peter Mauclerc foi o fundador da Casa Bretã de Dreux. O título continuaria na Casa de Dreux por algum tempo, embora de tempos em tempos fosse perdido ou retornasse à coroa. Por volta de 1235, Peter Mauclerc renunciou à sua lealdade à Inglaterra e, consequentemente, sofreu a perda de suas propriedades inglesas. Apesar de alguns tratamentos melhores, incluindo a concessão da mansão Swaffham, o título e outras terras do condado não foram restaurados a Eleanor, que permaneceu confinada até sua morte em 1241; William de Saboia recebeu a Honra de Richmond em 1236.
Em 1241, Henrique III concedeu as propriedades de Richmond a Pedro de Saboia (1203–1268), tio de sua rainha consorte, Leonor da Provença . Peter foi posteriormente descrito como Conde de Richmond por cronistas contemporâneos. Por testamento, Savoy deixou Richmond para sua sobrinha, Eleanor, que a transferiu para a coroa. Naquele ano, 1268, Henrique III concedeu o condado a João I, duque da Bretanha (1217–1286), filho de Pierre Mauclerc.  O título foi recriado para o herdeiro de João I, João II, Duque da Bretanha . Em 1306, o título foi concedido a seu filho João da Bretanha, que entrou a serviço de Eduardo I e Eduardo II da Inglaterra. Como conde, João da Bretanha era particularmente desatento à política inglesa. Ele tinha um histórico distinto como diplomata trabalhando em nome desses reis da Inglaterra e era um guerreiro frequente em suas missões militares, tanto no continente quanto na Grã-Bretanha. Após a morte de João da Bretanha, o título passou para seu sobrinho, João III, Duque da Bretanha.
O condado foi então passado para João de Montfort, meio-irmão de João III. João III não teve descendência e após sua morte a herança do Ducado da Bretanha tornou-se disputada. A sobrinha de João III, Joana de Penthievre, reivindicou o ducado sem aparentemente alegar ser condessa hereditária de Richmond. O meio-irmão de João III, João de Montfort, contestou a reivindicação de Joana ao ducado e a disputa foi inicialmente julgada pelo rei francês em um tribunal de pares em Conflans, França. Nessa adjudicação, Carlos de Blois, marido de Joana, ganhou reconhecimento como Duque da Bretanha e João de Montfort fugiu. A Guerra de Sucessão da Bretanha aconteceu em seguida. A decisão do rei francês levantou a questão de se o Duque da Bretanha e, separadamente, o Conde de Richmond, fossem eles a mesma pessoa ou não, deviam homenagem ao rei francês como vassalo. João de Montfort fugiu de Conflans para recuperar suas tropas que ocupavam muitos castelos fortificados em uma linha de Nantes à Bretanha. O rei francês levantou um exército para defender os interesses de Carlos de Blois e tomou o condado de Montfort de João de Montfort. O rei então propôs a Jean de Montfort que lhe permitiria manter o Condado de Richmond se John aceitasse a adjudicação de Conflans e retornasse à corte francesa como um vassalo leal.  Eduardo III reagiu apoiando Jean de Montfort.
Em 1342, o título voltou para Eduardo III e permaneceria por um tempo atrás do "escudo da Inglaterra", enquanto as reivindicações conflitantes das coroas francesa e inglesa eram disputadas, primeiro na Guerra de Sucessão da Bretanha e depois durante a Guerra dos Cem Anos. Eduardo III concedeu o condado ao seu filho John of Gaunt, que o entregou em 1372. O condado foi então dado ao Duque João V da Bretanha, mas após sua morte ou possivelmente em uma data anterior por meio de confisco, ele retornou à coroa e deveria permanecer atrás do "escudo da Inglaterra" e longe de quaisquer tentativas da coroa francesa de adquiri-lo e às propriedades relacionadas. 
De 1414 a 1435, o condado de Richmond foi ocupado por John Plantageneta, Duque de Bedford. Em 1453, foi conferido a Edmund Tudor, meio-irmão do rei Henrique VI. Quando o filho de Edmundo, Henrique VII, ascendeu ao trono como Henrique VII em 1485, o condado de Richmond foi incorporado à coroa e, durante os quarenta anos seguintes, não houve mais nenhuma concessão do título.    Depois que Henrique Tudor, Conde de Richmond, se tornou Rei Henrique VII da Inglaterra, o título Duque de Richmond foi criado pela Dinastia Tudor e, com o tempo, geralmente ultrapassou o uso do título Conde de Richmond. O condado não foi recriado desde então.

### Condes Titulares
Houve uma associação próxima com o Ducado da Bretanha desde o início das honras e títulos associados a Richmond até o reinado de João V. Depois de João V, a coroa inglesa deixou de reconhecer os governantes bretões como Condes de Richmond e a coroa frequentemente atribuiu a Honra de Richmond aos nobres ingleses. Na Bretanha, os duques que sucederam João V continuaram a usar o título de Conde de Richmond, ou em francês, Conde de Richemont . Francisco II foi o último duque da Bretanha associado ao título de cortesia. Ele renunciou a todos os direitos sobre propriedades na Inglaterra e as atribuiu a Henrique Tudor, antes da invasão armada de Henrique à Inglaterra. Após Henrique ascender ao trono inglês, o Conde de Richmond e a Honra de Richmond foram incorporados à coroa inglesa.

### A Dinastia Tudor
Edmund Tudor foi educado por Catherine de la Pole, a abadessa de Barking, que o chamou a atenção de Henrique VI. Ao atingir a maioridade, Edmundo juntou-se a Henrique VI na corte. Em 1449, Henrique VI o nomeou cavaleiro e, por volta de 1452, convocou Edmundo ao parlamento como Conde de Richmond. Ele teve um filho, Henrique VII, que nasceu postumamente por volta de 1456. 

### Duques subsequentes de Richmond
O Condado de Richmond foi substituído pelo Ducado de Richmond, que recebeu o nome de Richmond e do distrito vizinho de Richmondshire. Foi realizada por membros das famílias reais Tudor e Stuart. O atual ducado de Richmond inicialmente manteve os laços históricos de Richmond com a Bretanha quando foi criado em 1675 para Charles Lennox: ele era filho ilegítimo do rei Carlos II da Inglaterra e de uma nobre bretã, Louise de Penancoët de Kérouaille. 

## Lista dos Lordes e Condes de Richmond

### Condes de Richmond (antigos Lordes de Richmond)

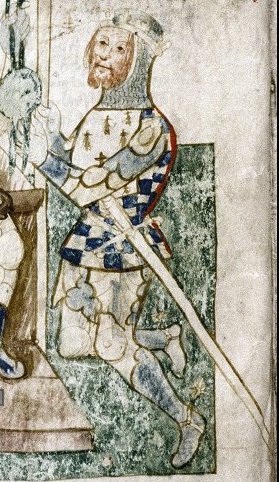
Alan Rufus, primeiro conde de Richmond

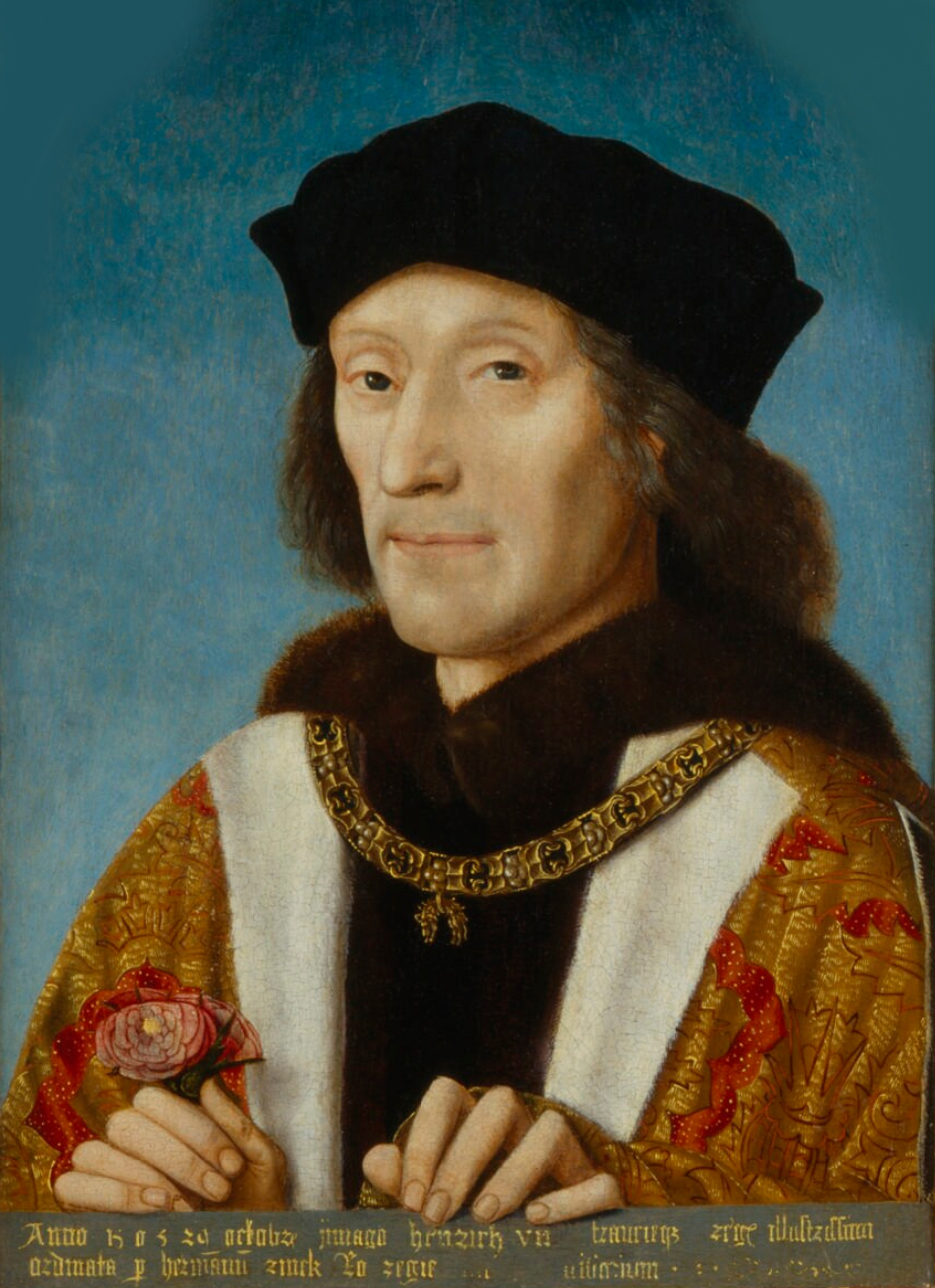
Henrique Tudor (Henrique VII), último conde de Richmond

O emblema heráldico de Richmond Herald of Arms in Ordinary segurado pelo arauto de Henry Tudor, Conde de Richmond

- Alan Rufus (falecido em 1093) [14] – construiu o Castelo de Richmond, aliado de Guilherme, o Conquistador
- Alan, o Negro (falecido em 1098) [14]
- Stephen, Conde de Tréguier (falecido em 1136) – irmão mais novo de Alan Rufus

### Condes de Richmond, 1ª Criação (1136)
- Alan, o Negro, 1.º Conde de Richmond (falecido em 1146) – terceiro filho de Stephen de Treguier; marido de Bertha, Duquesa da Bretanha, filha de Conan III . Alan morreu antes que ela se tornasse duquesa.
- Conan IV, Duque da Bretanha (falecido em 1171) – filho de Alano, o Negro, e Berta da Bretanha; o primeiro Duque da Bretanha a deter o título diretamente; o Condado foi tomado em 1158 por Henrique II da Inglaterra depois que Conan tomou o Condado de Nantes e foi devolvido a Conan quando este devolveu o Condado de Nantes a Henrique II. Este último atuou como regente quando Conan abdicou em favor de sua filha Constança da Bretanha e mais tarde conferiria o título a seu filho Geoffrey em conexão com seu casamento com Constança.
- Constança, Duquesa da Bretanha (1183–1201). [o]
- Geoffrey II, duque da Bretanha - conde de Richmond jure uxoris (1183 [15] [p] -1186).
- Ranulf de Blondeville, 6.º Conde de Chester – Conde de Richmond jure uxoris (1189–1198). [q]
- Guy de Thouars – Conde de Richmond jure uxoris (1199–1201).
- Arthur I, Duque da Bretanha (1196–1203) – filho de Geoffrey e Constance; sucedeu sua mãe em vida. Preso por seu tio, o Rei João da Inglaterra ( Jean sans Terres ) desde 1202, desapareceu em 1203 e é dado como morto em 1208. As circunstâncias da morte de Arthur foram um fator nas rebeliões que culminaram na intervenção real francesa e na consequente perda, pelo Rei João, do império continental que havia sido assiduamente construído por seu pai, o Rei Henrique II.
  - Leonor, Bela Donzela da Bretanha – Condessa Hereditária Titular de Richmond. Ela era filha de Constance e irmã de Arthur. Alguns a consideravam como a sucessora do Condado como a 5ª Condessa de Richmond. Inicialmente preso pelo Rei João da Inglaterra ( Jean sans Terres ) e depois por seu sucessor, o Rei Henrique III . João não lhe deu terras do condado. Ela morreu em 1241, após uma vida inteira de prisão desde 1202. Durante sua prisão perpétua, João I ofereceu o condado a Pedro Mauclerc, que recusou a oferta, mas ainda foi reconhecido como conde de Richmond em 1218, sob o comando de Guilherme Marechal, regente de Henrique III, época em que Leonor deixou de ser considerada condessa. Enquanto isso, Henrique III fez com que uma lei fosse aprovada na Inglaterra, impedindo Eleanor de receber qualquer herança inglesa da coroa. Ela nunca recuperou Richmond, mesmo depois que Peter a perdeu em 1235.
- Alix, Duquesa da Bretanha (1203–1221) – filha de Constança e Guy de Thouars. Ela sucedeu seu meio-irmão. Embora sua meia-irmã Eleanor tenha usado o título de Condessa de Richmond na mesma época, Alix fez cartas sobre esta propriedade e usou o título de 1203 até sua morte em 1221.
- Pedro I, Duque da Bretanha (1213–1218) – Conde de Richmond jure uxoris . Alix foi Condessa de Richmond de 1203 a 1221.

### Condes de Richmond, 2ª Criação (1218)
- Pedro I da Bretanha (1190–1250), perdido em 1235 – marido de Alix de Thouars, herdeira de Constança da Bretanha; Pedro também governou como duque da Bretanha jure uxoris, e mais tarde como regente da Bretanha. Ele era membro da Casa de Dreux e foi conhecido em vários momentos de sua vida como Pierre de Dreux, Pierre Mauclerc [r] e Pierre de Braine [s] . O rei João ofereceu-lhe o condado por direito próprio, mas Pedro recusou por causa de suas ligações com o rei da França. Entretanto, em 1218 ele ainda era reconhecido como Conde de Richmond por William Marshal, regente do filho de João I, Henrique III . Ele perdeu todos os direitos sobre o Condado durante o reinado de Henrique III.

### Condes de Richmond, 3ª Criação (1241)
- Pedro II, Conde de Saboia (1203–1268) – em 1240 recebeu a Honra de Richmond de Henrique III, mas nunca assumiu o título de Conde; sob seu testamento, ele deixou a Honra de Richmond para sua sobrinha, a rainha, Leonor da Provença, que a transferiu para a coroa. [16]

### Condes de Richmond, 2ª Criação (restaurado em 1268)
- João I, Duque da Bretanha (1217–1286), restaurado ao condado por Henrique III ; renunciou ao título de nobreza em 1268 para seu filho, João de Dreux, o futuro duque João II, após o casamento de João com Beatriz, filha de Henrique III
- João de Dreux, Conde de Richmond (1239–1305) – mais tarde Duque João II da Bretanha; casado com a filha de Henrique III, Beatriz ; esse casamento tinha como objetivo colocar o Conde de Richmond sob o "escudo da Inglaterra" durante o reinado de Henrique III, quando as tensões com a França aumentaram; João de Dreux se tornaria Duque da Bretanha após a morte de Beatriz. Beatriz, portanto, nunca se tornou Duquesa da Bretanha.
- João da Bretanha, Conde de Richmond (1266–1334) – recebeu seu título de seu pai , João II, Duque da Bretanha, em 1306 e entrou a serviço de Eduardo I ; perdeu suas terras em 1325 por um tempo, quando se aliou à Rainha Isabel para forçar a abdicação de seu marido Eduardo II em favor de seu filho Eduardo III; suas terras foram restauradas por Eduardo III .
- João III, Duque da Bretanha (1286–1341) – recebeu este título em 1334 após a morte de João da Bretanha, depois de ter herdado o Ducado da Bretanha em 1312 após a morte de Arthur II, Duque da Bretanha ; ele era sobrinho de João da Bretanha, filho mais velho de Arthur II e neto de João II.

### Condes de Richmond, 4ª Criação (1341)
- Roberto de Artois (1287–1342) recebeu o condado como recompensa por serviço e lealdade a Eduardo III da Inglaterra durante os primeiros quatro anos da Guerra dos Cem Anos. Suas reivindicações eram às custas de João de Montfort, o pretendente pró-inglês ao ducado da Bretanha. John foi compensado com a Honra de Richmond, a primeira vez que o título foi separado da terra que representava. Robert manteve o título por apenas um ano antes de morrer em apoio a Montfort perto de Vannes durante a Guerra de Sucessão da Bretanha. [17]

### Condes de Richmond, 5ª Criação (1342)
- João de Gante, 1.º Conde de Richmond (1340–1399), filho de Eduardo III; entregou o condado em 1372 [t] a Eduardo III; outras propriedades foram incorporadas à coroa após sua morte, sob Ricardo II.

### Condes de Richmond, 2ª Criação (restaurado em 1372)
A partir de 1341, o título e a honra foram separados permanentemente. Os membros da família Montfort da Bretanha recuperaram a honra em 1372, perderam-na e recuperaram-na em 1381, perderam-na novamente em 1384, recuperaram-na brevemente em 1420, mas perderam-na permanentemente em 1425, quando Arthur, segundo filho de João IV da Bretanha, juntou-se ao lado francês e tornou-se condestável da França na fase final da Guerra dos Cem Anos. A família continuou a usar o título até a fusão da linhagem com a família real francesa em 1547.
- João IV, Duque da Bretanha (1372–1399), filho mais velho de João de Montfort
- Arthur, conde de Richmond (1393–1425), segundo filho de João IV

Condes titulares de Montfort :
- Arthur, Conde de Richmond (1425–1458), mais tarde Arthur III, Duque da Bretanha
- Francisco II, duque da Bretanha (1458–1488), sobrinho de Arthur III
- Ana, Duquesa da Bretanha (1488–1514), filha de Francisco II
- Cláudia, Duquesa da Bretanha (1514–1524), filha de Ana
- Francisco III, Duque da Bretanha (1524–1536), filho mais velho de Cláudio
- Henrique, Duque da Bretanha (1536–1547), segundo filho de Cláudio, tornou-se Henrique II da França em 1547

### Condes de Richmond, 6ª Criação (1414)
- João de Lancaster, 1.º Duque de Bedford (1389–1435) – criado conde por seu irmão Henrique V em 1414. John morreu sem descendência legítima em 1435, e seu título e honras como Conde de Richmond reverteram para a coroa durante o reinado de Henrique VI.

### Condes de Richmond, 7ª Criação (1452)
- Edmund Tudor, 1.º Conde de Richmond (1430–1456) – criado conde por Henrique VI em 1452.
- Henrique Tudor, 2.º Conde de Richmond (1456–1509) – filho póstumo de Edmundo Tudor; o título foi considerado perdido em 1461 pelos Yorkistas, mas reivindicado por Henrique mesmo assim; Jorge Plantageneta, 1.º Duque de Clarence, recebeu então o título de 1.º Conde de Richmond do Rei Eduardo IV, título passado para Ricardo Plantageneta, Duque de Gloucester ( Ricardo III ) após a execução de Clarence; apesar dos Yorkistas, Henrique foi reconhecido como herdeiro indiscutível por Francisco II, Duque da Bretanha, que lhe rendeu seus direitos e ajudou seu lado na Batalha de Bosworth Field, após a qual Henrique se tornou o Rei Henrique VII da Inglaterra . A Honra de Richmond tornou-se um feudo pessoal da dinastia Tudor. O título foi incorporado à coroa.